# Kálium-biszulfát
A kálium-biszulfát vagy kálium-hidrogén-szulfát (KHSO4) a kálium kénsavval alkotott savanyú sója. Vízben oldva úgy viselkedik, mintha K2SO4 és H2SO4 keveréke lenne. Az oldathoz etanolt adva a kálium-szulfát kicsapódik,

## Felhasználási területek
- a borokban található borkősav-származékok (tartarátok) bitartarátokká való átalakítására alkalmazzák
- az analitikus kémiában is használják, elsősorban vegyületek szétválasztására
- az élelmiszeriparban esetén elsősorban csökkentett nátriumtartalmú élelmiszerek esetén, sós íze miatt alkalmazzák, E515 néven. Napi maximum beviteli mennyisége nincs meghatározva. Élelmiszerekben felhasznált mennyiségek esetén nincs ismert mellékhatása.